# إريك فون ديتن
إريك فون ديتن (بالإنجليزية: Erik von Detten) هو ممثل أمريكي، ولد في 3 أكتوبر 1982 بسان دييغو في الولايات المتحدة.

## أعمال

### أفلام
- (1995) حكاية لعبة[4][5][6]
- (1997) هرقل
- (1999) طرزان[7][8][9]

### مسلسلات
- الفسحة

## وصلات خارجية
- إريك فون ديتن على موقع IMDb (الإنجليزية)
- إريك فون ديتن على موقع ألو سيني (الفرنسية)
- إريك فون ديتن على موقع أول موفي (الإنجليزية)
- إريك فون ديتن على موقع قاعدة بيانات الأفلام السويدية (السويدية)
- إريك فون ديتن على موقع إن إن دي بي (الإنجليزية)
- إريك فون ديتن على موقع قاعدة بيانات الفيلم (الإنجليزية)
- إريك فون ديتن على موقع كينوبويسك (الروسية)